# シンガポールの競馬
シンガポールの競馬（しんがぽーるのけいば）では、シンガポールにおける競馬について記述する。

## 歴史
- 1842年、統轄機関としてシンガポールスポーティングクラブ（のちのシンガポールターフクラブ）が設立され、翌1843年2月23日、ファラーパークにおいてポニーを用いた近代競馬（正式のルールと専用の施設（競馬場）に基づく競馬）が行われる。
- 1869年、シンガポールスポーティングクラブをはじめとする4つの統轄機関が代表を送る形で統轄機関ストレーツ競馬協会（のちのマラヤン競馬協会）が設立される。
- 1924年、第1回シンガポールゴールドカップが行われる。
- 第二次世界大戦中は競馬開催が中止となり、1947年に再開。
- 1988年、競馬に関する賭けを管轄する政府組織・シンガポールトータリゼーターボードが設立される。
- 1999年、クランジ競馬場が建設される。
- 2000年、第1回シンガポール航空インターナショナルカップが行われる（2002年から国際G1）。
- 2001年、第1回クリスフライヤースプリントが行われる（2010年から国際G1）。
- 2015年、シンガポール航空インターナショナルカップとクリスフライヤーインターナショナルスプリントが廃止される[1]。
- 2024年10月5日の開催をもってシンガポールでの競馬開催を終了した[2]。

## 特徴
- シンガポールにおける競馬統括機関であるマラヤン競馬協会はマレーシアの競馬をも統轄しており、両国の競馬は密接な関係をもっていた。
- 競馬場にはドレスコードが存在していた。また、18歳未満の者の入場は禁止されていた。
- 競走馬の生産は行われておらず、オセアニアから輸入した競走馬が多く用いられていた。
- 賭けについては、ブックメーカーは違法とされていた。
- シンガポールの競馬が廃止となるまで衰退した背景に、ギャンブルに関して国民からの偏見があり、政府の積極的な支援も得られなかったことや、シンガポールターフクラブの運営を担う人材は政府から派遣されていて、競馬に精通する人物がおらず、状態を好転させることができなかったといった意見が関係者から上がっている。また新型コロナウイルス感染症（COVID-19）の感染拡大時にもオンライン賭事を政府側の規制により導入できなかったことも要因とあげられている[3]。

## 主な競走

### 平地競走
いずれも国内格付けであり、国際格付けではない。
G1
- シンガポールゴールドカップ
- シンガポールダービー
- クランジマイル
- ラッフルズカップ
- ライオンシティカップ
- シンガポールギニー
- クイーンエリザベス2世カップ[4]

G2
- イー・ダブリュー・バーカー・トロフィー
- シンガポール3歳クラシック
- スチュワーズカップ
- チェアマンズトロフィー
- マーライオントロフィー

G3
- ニューイヤーカップ
- ガーデンシティトロフィー
- サースフェーステークス
- エルドラドクラシック
- シンガポール3歳スプリント
- ムーンビームヴァーズ
- ロケットマンスプリント
- コミティーズプライズ
- ジャンボジェットトロフィー
- フォーチュンボウル
- コロニアルチーフステークス
- シルヴァーボウル
- ゴールデンホースシュー

## シンガポールの主な平地競走のレース日程（G1競走のみ）
- 5月- ライオンシティカップ・クランジマイル・シンガポールギニー
- 7月- シンガポールダービー
- 9月- ラッフルズカップ
- 10月- クイーンエリザベス2世カップ
- 11月- シンガポールゴールドカップ

## 競馬場
- クランジ競馬場

## 日本への遠征
→詳細は「海外調教馬による日本への遠征」を参照。